# 자폐 자조 네트워크
자폐자조네트워크(영어: Autistic Self Advocacy Network)는 미국의 자폐사용자가 자기를 위해 운영하는 501(c)(3) 비영리 자폐자조단체다. 공식 약칭은 어산(ASAN)이다. 아산시나 현대아산과는 관련이 없다. 어산은 법제나, 미디어 내 묘사, 장애 서비스 자폐인들이 자신에게 영향을 끼치는 결정과정에서 자폐인을 포함하기 위한 옹호활동을 하고 있다.
단체 사무실은 미국 정부가 자폐인에게 긍정적인 법률안이나 정책을 채택하기 위한 옹호활동을 진행하기 위해 워싱턴 DC에 위치해 있다.

## 역사
자폐자조네트워크는 2006년 11월 13일에 아리 니이만과 스콧 미셸 로버트슨에 의해 공동 설립됐다. 설립 직후인 2009년에, 지부는 15곳으로 늘어났다
어산의 초기 사업은 특수교육에서의 혐오자극, 구속구, 분리 조치 사용에 대항하는데 초점을 두고 있었다. 2007년 12월에는 오티즘 스픽스의 ‘나는 자폐야(I am autism)’ 캠페인과 뉴욕대 아동연구센터가 진행한 자폐, ADHD, 강박장애, 섭식장애를 어린이를 인질로 잡은 납치범으로 묘사한 협박장(ransom note) 광고 캠페인에 대한 공개 반대 캠페인을 전개했다. 이 반대 캠페인은 어산을 일반인의 시야 속에 넣었으며 신경다양성 운동 시기의 도래 시점으로 평가되었다. 어산은 어티즘 스픽스에 대한 대응을 이어나가고 있다.
2016년 6월 18일, 아리 니이만은 자폐자조네트워크 회장의 사임과, 후임 회장을 줄리아 바스콤으로 결정했음을 밝혔다 바스콤은 현재 ASAN의 전무 직책을 가지고 있다.
어산은 2020년 FDA가 저지 로텐버그 센터에서 장애아동과 성인을 고문하기 위해 사용하는 전기피부충격장치 금지를 환영하는 성명을 발표했다

## 활동
자폐자조네트워크는 커뮤니티 조성사업과, 자기옹호 지원, 공공정책 옹호 및 자폐청년 및 성인 대상 교육을 수행하고 있다. 또한 일반대중의 자폐와 연관 특성에 대한 이해 개선사업도 수행한다. 단체는 ‘자폐 성인을 위해 자신들에 의해 운영된다’. 어산의 미션선언문은 자폐인들이 다른 사람들과 동등하며, 사회의 중요하고 필요불가분한 구성원이라고 선언한다. 어산은 한때 25개 지부를 가지고, 영국 ARGH 등과 연대했으나 현재 미국 내에서는 8개 주에 10개, 미국 밖에서는 호주, 뉴질랜드, 포르투갈에 7곳의 협력단체를 두고 있다.